# Attaque du 29 août 1981 au Stadttempel de Vienne
L'attaque du 29 août 1981 au Stadttempel de Vienne, la grande synagogue de Vienne en Autriche, est une attaque terroriste menée par le Fatah-Conseil révolutionnaire (aussi appelé Organisation Abou Nidal),.

## Attaque
L'attaque à la mitrailleuse et à la grenade a tué deux personnes et en a blessé 30 qui assistaient à un service de Bar Mitzvah au Stadttempel à Vienne le 29 août 1981. Deux palestiniens armés, Marwan Hasan, 25 ans, de Jordanie, et Hesham Mohammed Rajeh, 21 ans, né en Irak, ont été reconnus coupables de terrorisme et de tentative de meurtre. Rajeh a également été mis en examen pour le meurtre, le 1er mai 1981, de Heinz Nittel, chef de la Société d'amitié austro-israélienne. 